# 篠原町 (横浜市)
篠原町（しのはらちょう）は、神奈川県横浜市港北区の町名。丁目を持たない単独町名である。住居表示未実施区域。

## 地理
横浜市の玄関口の1つである新横浜駅は当町内と新横浜二丁目にまたがっている。かつては新横浜の一部や、篠原北、篠原東、錦が丘などといった地域を含む港北区南部の広大な地域を占めていた。今では新横浜駅の南部地域が該当する。横浜市営地下鉄ブルーラインが町内を縦断しており、ブルーラインの岸根公園駅の一部も当町内に位置する。また、鶴見川と鳥山川の合流地点付近（ワールドカップ大橋付近）に飛び地があり、北新横浜とも接している。

### 地名の由来
加賀の国の篠原に由来するという平家落武者伝説によるもののほか、篠竹が群生する地域であった、湿地を指す「しの」、「しな」（浅い皿状の盆地）に由来する説もある。

### 字
| - 仲手原 - 大原 - 榎本谷 - 会下谷 - 坊海道 - 飯倉谷 - 富士塚谷 | - 表谷 - 勝負田 - 岸根境 - 蛇袋 - 道念前 - 野畑 |

### 地価
住宅地の地価は、2025年（令和7年）1月1日の公示地価によると、篠原町字飯倉谷1487番55の地点で29万6000円/m²、篠原町字会下谷1074-29の地点で28万6000円/m²となっている。

## 歴史

### 沿革
かつては、この地は、橘樹郡篠原村であった。
- 1889年（明治22年）4月1日 - 町村制施行に伴い、橘樹郡大綱村大字篠原となる。
- 1927年（昭和2年）4月1日 - 横浜市への編入により、横浜市篠原町となる[9]。
- 1927年（昭和2年）10月1日 - 区制施行により神奈川区が設置され、横浜市神奈川区篠原町となる[10]。
- 1939年（昭和14年）4月1日 - 港北区の新設により、横浜市港北区篠原町となる[11]。
- 1944年（昭和19年）11月16日 - 土地区画整理事業に伴い、菊名町との境界を変更する[12]。
- 1952年（昭和27年）7月5日 - 耕地整理に伴い、鳥山町との境界を変更する[13]。
- 1969年（昭和44年）10月1日 - 行政区の再編成により、横浜市港北区篠原町となる[14]。
- 1970年（昭和45年）6月1日 - 住居表示の実施に伴い、篠原町の一部を仲手原一丁目、仲手原二丁目、篠原台町、篠原西町、菊名町、神奈川区大口仲町、西大口、白幡町へ編入[15]。
- 1971年（昭和46年）7月5日 - 住居表示の実施に伴い、篠原町の一部を篠原東一丁目、篠原東二丁目、篠原東三丁目、富士塚一丁目、富士塚二丁目、錦が丘、篠原北一丁目、篠原北二丁目、菊名町、大豆戸町へ編入[16]。
- 1975年（昭和50年）11月6日 - 土地区画整理事業に伴い、篠原町の一部を新横浜一丁目、新横浜二丁目、新横浜三丁目へ編入[17]。
- 1980年（昭和55年）7月28日 - 住居表示の実施に伴い、篠原町の一部を篠原東一丁目へ編入[18]。
- 1994年（平成6年）11月6日 - 行政区の再編成により、横浜市港北区篠原町となる[19]。

## 世帯数と人口
2025年（令和7年）6月30日現在（横浜市発表）の世帯数と人口は以下の通りである。
| 町名   | 世帯数    | 人口     |
| ------ | --------- | -------- |
| 篠原町 | 5,979世帯 | 11,934人 |

### 人口の変遷
国勢調査による人口の推移。
| 年                 | 人口   |
| ------------------ | ------ |
| 1995年（平成7年）  | 9,643  |
| 2000年（平成12年） | 9,822  |
| 2005年（平成17年） | 10,128 |
| 2010年（平成22年） | 10,920 |
| 2015年（平成27年） | 11,296 |
| 2020年（令和2年）  | 12,019 |

### 世帯数の変遷
国勢調査による世帯数の推移。
| 年                 | 世帯数 |
| ------------------ | ------ |
| 1995年（平成7年）  | 3,794  |
| 2000年（平成12年） | 4,050  |
| 2005年（平成17年） | 4,395  |
| 2010年（平成22年） | 4,899  |
| 2015年（平成27年） | 5,274  |
| 2020年（令和2年）  | 5,841  |

## 学区
市立小・中学校に通う場合、学区は以下の通りとなる（2024年11月時点）。
| 番地 | 小学校               | 中学校             |
| --- | -------------------- | ------------------ |
| 1559〜1561番地、1565番地の5・7・8 1565番地の13〜15・17・18・57・58 1576番地の2・13〜18・22〜50 1578番地の2・3、1580番地 1581番地、2553〜2852番地 2859〜2963番地                                                                         | 横浜市立篠原小学校   | 横浜市立篠原中学校 |
| 68番地〜22番地の1、952〜1558番地 1562〜1564番地、1565番地の1〜4・6 1565番地の9〜12・16・19〜26 1565番地の28〜37・39〜56・61〜終り 1566〜1575番地 1576番地の1・3〜12・19・20 1577番地、1578番地の1 1579番地、2853〜2858番地 2964番地以降 | 横浜市立篠原西小学校 | 横浜市立篠原中学校 |

## 事業所
2021年（令和3年）現在の経済センサス調査による事業所数と従業員数は以下の通りである。
| 町名   | 事業所数  | 従業員数 |
| ------ | --------- | -------- |
| 篠原町 | 256事業所 | 2,721人  |

### 事業者数の変遷
経済センサスによる事業所数の推移。
| 年                 | 事業者数 |
| ------------------ | -------- |
| 2016年（平成28年） | 229      |
| 2021年（令和3年）  | 256      |

### 従業員数の変遷
経済センサスによる従業員数の推移。
| 年                 | 従業員数 |
| ------------------ | -------- |
| 2016年（平成28年） | 2,903    |
| 2021年（令和3年）  | 2,721    |

## 交通
- 東日本旅客鉄道（JR東日本）・東海旅客鉄道（JR東海）
  - 新横浜駅
- 横浜市交通局 横浜市営地下鉄ブルーライン（3号線）
  - 岸根公園駅
- 横浜市営バス
  - 39系統 篠原池バス停

## 主な施設
- 岸根公園（篠原池の部分）
- 横浜市立篠原中学校
- 横浜市立篠原西小学校
- UR篠原団地

## 寺社
- 篠原八幡神社
- 八幡山観音寺
- 本願山長福寺
- 天宗山東林寺

## その他

### 郵便番号
- 222-0026[3]（集配局：港北郵便局[29]）

### 警察
町内の警察の管轄区域は以下の通りである。
| 番地 | 警察署     | 交番・駐在所   |
| ---- | ---------- | -------------- |
| 全域 | 港北警察署 | 新横浜駅前交番 |